# Wallfahrtskapelle Maria Elend

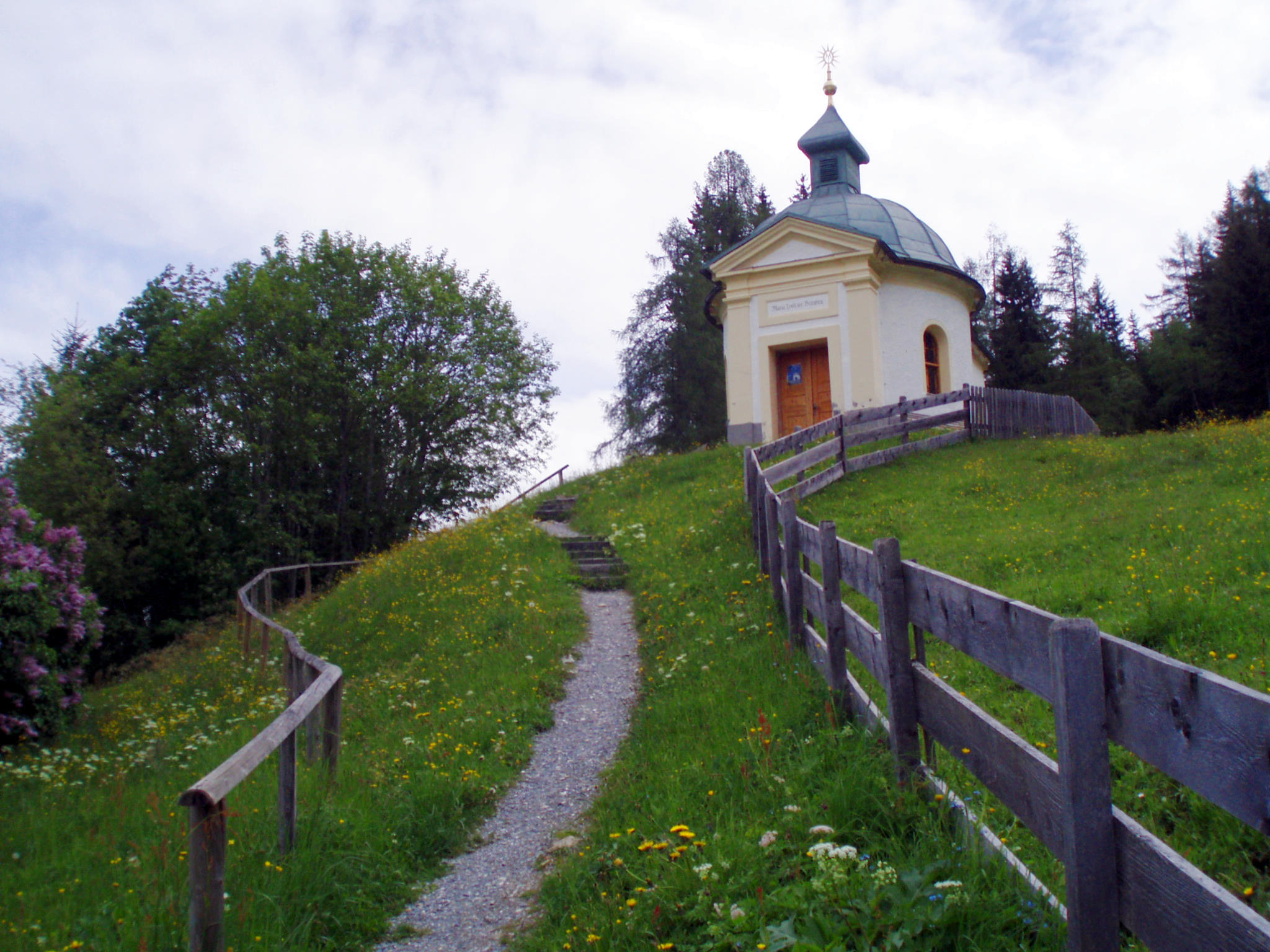
Blick zur Wallfahrtskapelle

Die Wallfahrtskapelle Maria Elend (auch Ellend oder Öllend) beim Ortsteil Embach der Gemeinde Lend im Pinzgau, im Land Salzburg, ist ein Wallfahrtsort, dessen Ursprung in der Mitte des 16. Jahrhunderts liegt. Wie bei jeder Maria-Elend-Kirche, bei der der Sorgen der Mutter Gottes auf der Flucht nach Ägypten gedacht wird, und passend zur verehrten Pietà, wurde das Patroziniumsfest am 15. September begangen, dem Gedenktag aller Sieben Schmerzen Mariens, in den letzten Jahren allerdings am 2. Juli, Mariä Heimsuchung, der eigentlich am 31. Mai gefeiert werden sollte.

## Geographische Lage
Die Wallfahrtskapelle befindet sich oberhalb eines Almgebietes südlich des Embacher Ortsteils Winkl unmittelbar bei einer durch einen Brunnen (Augenbründl) gefassten Quelle in einer Höhenlage von 1125 m ü. A. Bis zum Waldrand sind es nur wenige Schritte.

## Geschichte

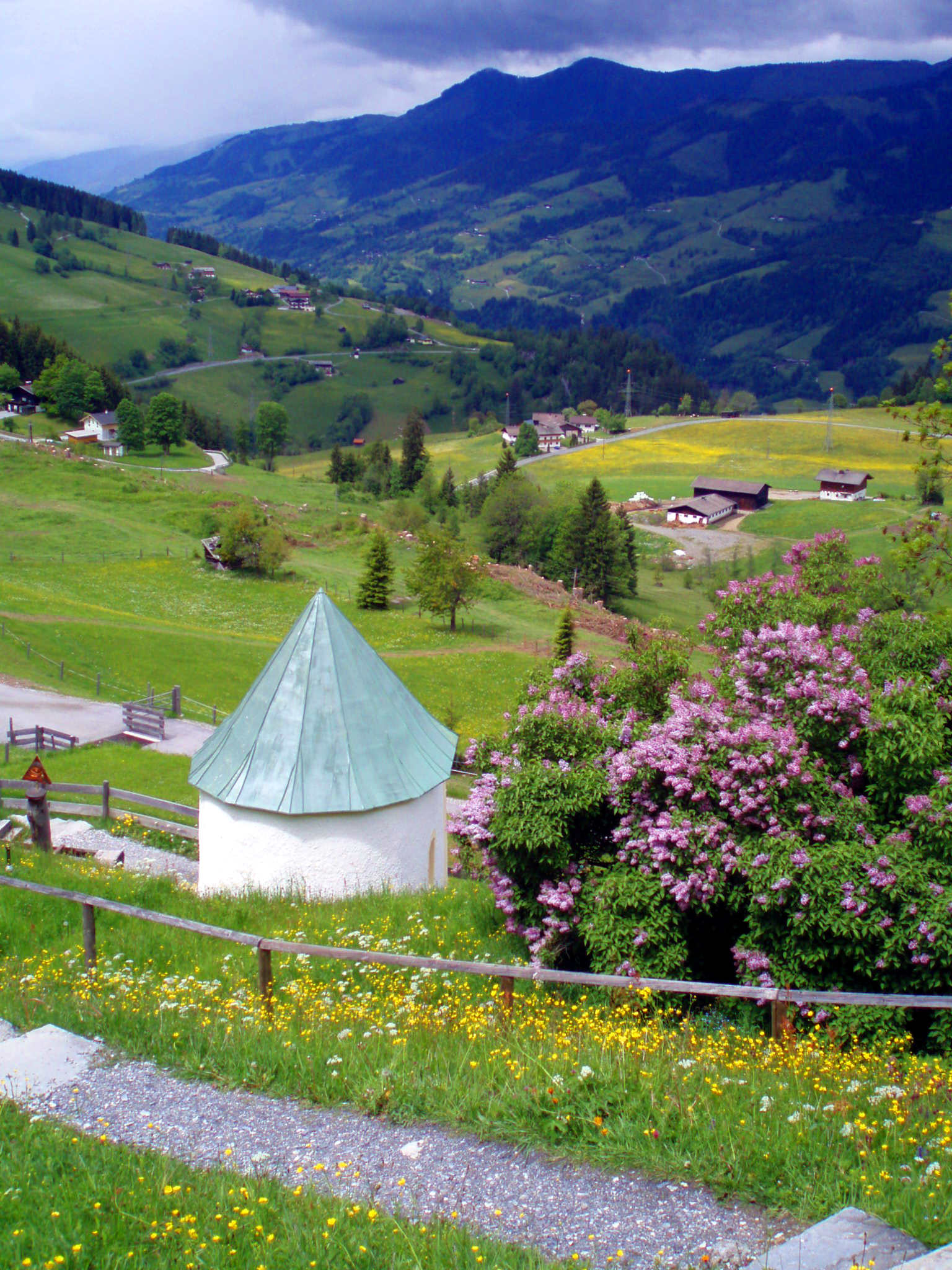
Blick über Ursprungskapelle und Augenbründl in das Salzachtal

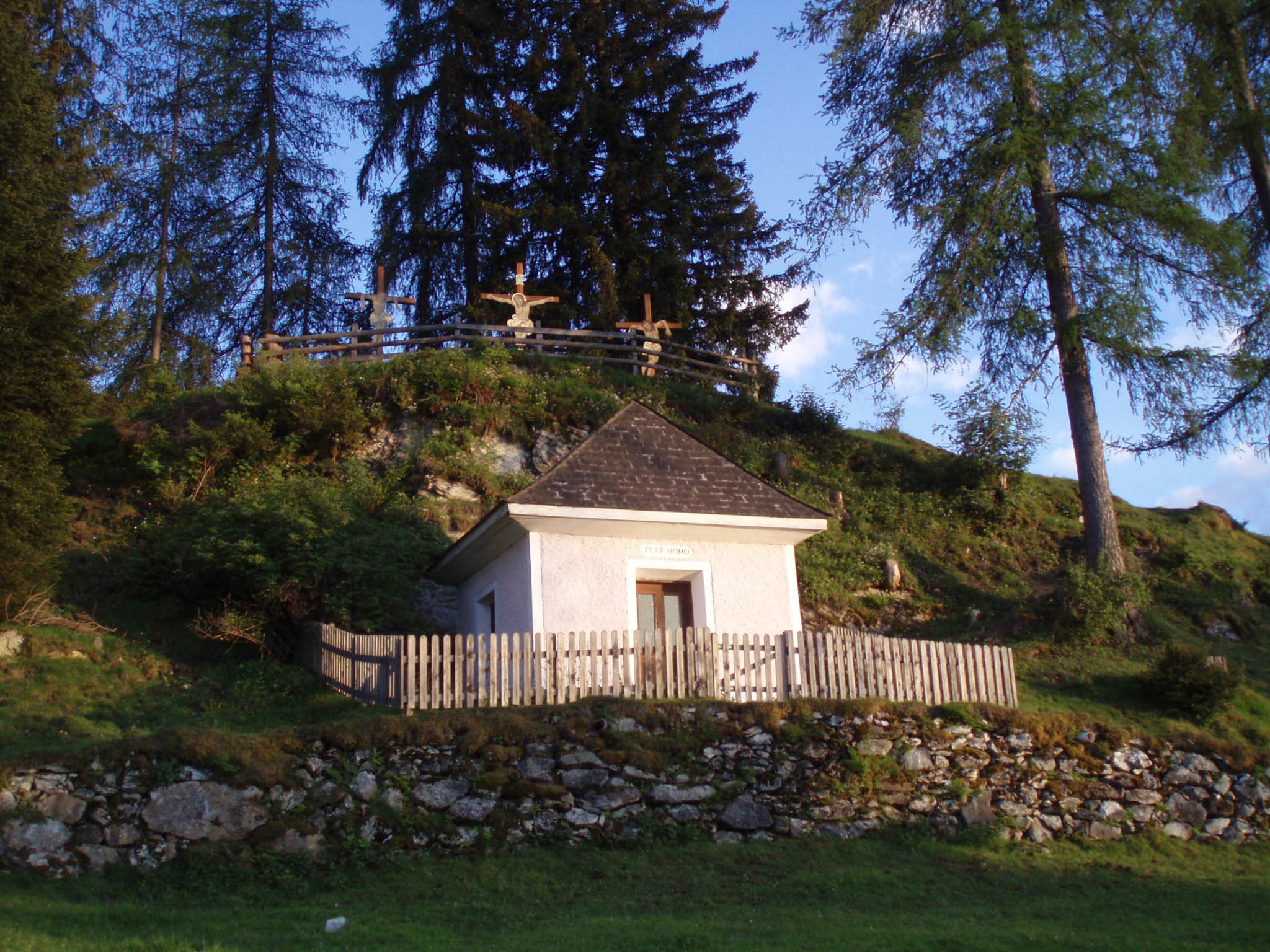
Ölbergkapelle

Der Inschrift eines in der westlichen Mauer der Wallfahrtskapelle eingemauerten Grabsteins zufolge entstand die Kapelle durch die Edle Ursula Penninger zu Penningberg, geb. Heill († 1552), Witwe des salzburgischen Kammerherrn Ulrich Penninger vom Ansitz Penninghof, deren 12-jährige Tochter blind und einfältig war. Als diese eines Tages spurlos verschwand und alles Suchen vergeblich, legte ihre Mutter das Gelübde ab, an jenem Ort, an dem ihre verschwundene Tochter lebend gefunden werden würde, eine Kapelle zu errichten.
Nach drei Tagen wurde die Tochter eine Stunde vom Penninghof entfernt am Elendberg bei der Kapelle eines sich dort aufhaltenden Hirten sehend und bei klarem Verstand aufgefunden, woraufhin die Mutter ihr Gelübde einlöste.
Da sich am Fundort des Mädchens bereits eine Kapelle befand (die heutige, 1755 erneuerte Ursprungskapelle), ließ Ursula Penninger etwas oberhalb davon auf einer kleinen Anhöhe eine neue und größere Kapelle mit dem Bildnis der schmerzhaften Mutter Maria errichten. Dazu legte sie eine Stiftung an, die jährlich am Barbaratag (4. Dezember) gehalten wurde, und stellte einen Mesner an. Die Angaben zum Zeitpunkt der Errichtung der Kapelle schwanken in der Literatur zwischen 1530 und 1575, wobei Letzterer bereits in die Zeit nach dem Tod Ursula Penningers fällt. Die oben erwähnte Grabplatte war für Ursula Penninger nur vorbereitet, dann aber nicht für ihr Grab verwendet worden, denn die Daten in der Inschrift sind anlässlich ihres Todes nicht nachgetragen.
Sie lautet:
Hie ligt begraben des Edlen

und Veste Ulrichen Pennigers

zu Penningberg selige nachge-

lassne Wittib Ursula aine geborene

Heillin welche diese Capeln zu

unser Fraur im Elend gepaut

die am Tag … des Monats

… ir zeitliche Tag zu dem

ebigen beschlossen im 15… Jar.
Die neue Kapelle entwickelte sich bald zu einem Wallfahrtsort, zu dem im 18. Jahrhundert jährlich an die 30.000 Pilger kamen, wodurch eine Erweiterung der Kapelle zu einer Wallfahrtskirche notwendig wurde, in der u. a. ein Mirakelbuch geführt wurde, in der alle Wunder, die sich auf die Fürbitte Mariens ereignet haben, eingetragen wurden.

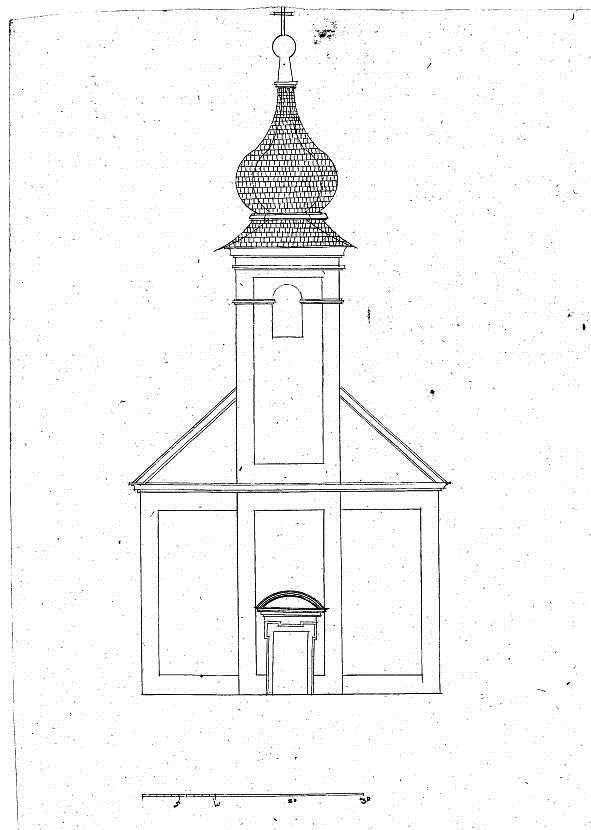
Kirche, 1783 abgetragen

Die letzten Erweiterungsbauten nahm man Mitte des 18. Jahrhunderts vor, 1764 weihte Erzbischof Sigismund III. die Kirche persönlich neu ein. Hofbauverwalter Wolfgang Hagenauer untersuchte 1782 das Vicariats-Gotteshaus Embach  und die Wallfahrtskirche Maria Elend, die abermals hätte erweitert werden sollen. Dabei stellte er gravierende Mängel am Bau fest: es floss Wasser durch den Bau, man hatte schon einen Ablauf-Kanal durch die Kirche gegraben, durch die Hanglage bedingt war Feuchtigkeit ins Mauerwerk eingedrungen und hatte die Steine mürbe gemacht etc. Vermutlich waren die Baufälligkeit der Wallfahrtskirche und die zugleich vorgebrachten Sanierungspläne zur Embacher Kirche der willkommene Anlass für Erzbischof Hieronymus, erstere abtragen zu lassen. Im Gegensatz dazu ließ er die Vikariatskirche von Embach sanieren und erweitern und erlaubte danach die Aufstellung des Gnadenbildes in derselben. Brauchbare kirchliche Gegenstände aus der Wallfahrtskirche Maria Elend gab man an andere Kirchen weiter, so steht z. B. das Tabernakel jetzt in der Pfarrkirche von Taxenbach, die Kanzel und die Orgel verbrachte man in die 1784 errichtete Kirche von Bucheben in der Gemeinde Rauris. Diese Orgel übernahm 1896 der Orgelbauer Franz Reinisch II. (1840–1921), ohne dafür eine Entschädigung bezahlt zu haben, wie der Pfarrer von Bucheben, Johann Ghedina, protestierend bemerkte, seither ist sie verschollen. Lediglich ein paar vergoldete Verzierungen dürften vom alten Gehäuse auf das neue übernommen worden sein. Die Kanzel aus der abgerissenen Wallfahrtskirche allerdings ist in Bucheben erhalten geblieben.
In der Bevölkerung stieß der Abriss der Kirche auf Widerspruch; daher wurde 1824 am Ölberg oberhalb von Embach unterhalb der Kreuzigungsgruppe als Ersatz eine kleine neue Kapelle errichtet, die jedoch kaum angenommen wurde.
1842 wurde am Standort der abgerissenen Wallfahrtskirche die noch heute existierende neue Wallfahrtskapelle mit 20 Sitzplätzen errichtet, in der das 1768 von Petrus Schmid angefertigte Gnadenbild der Mutter Maria, das zuvor in der Ursprungskapelle stand, verehrt werden kann. An den Seitenwänden wurden außerdem einige der erhalten gebliebenen Votivtafeln angebracht.
Neben der Ursprungskapelle von 1755 befindet sich das Augenbründl, dem besondere Heilkraft nachgesagt wird, weshalb sich in ihm seit jeher viele Pilger die Augen auswaschen. Nachdem die Quelle fast versiegt wäre, sprudelt das Wasser seit 2012 wieder.

## Die Wallfahrtsstätte

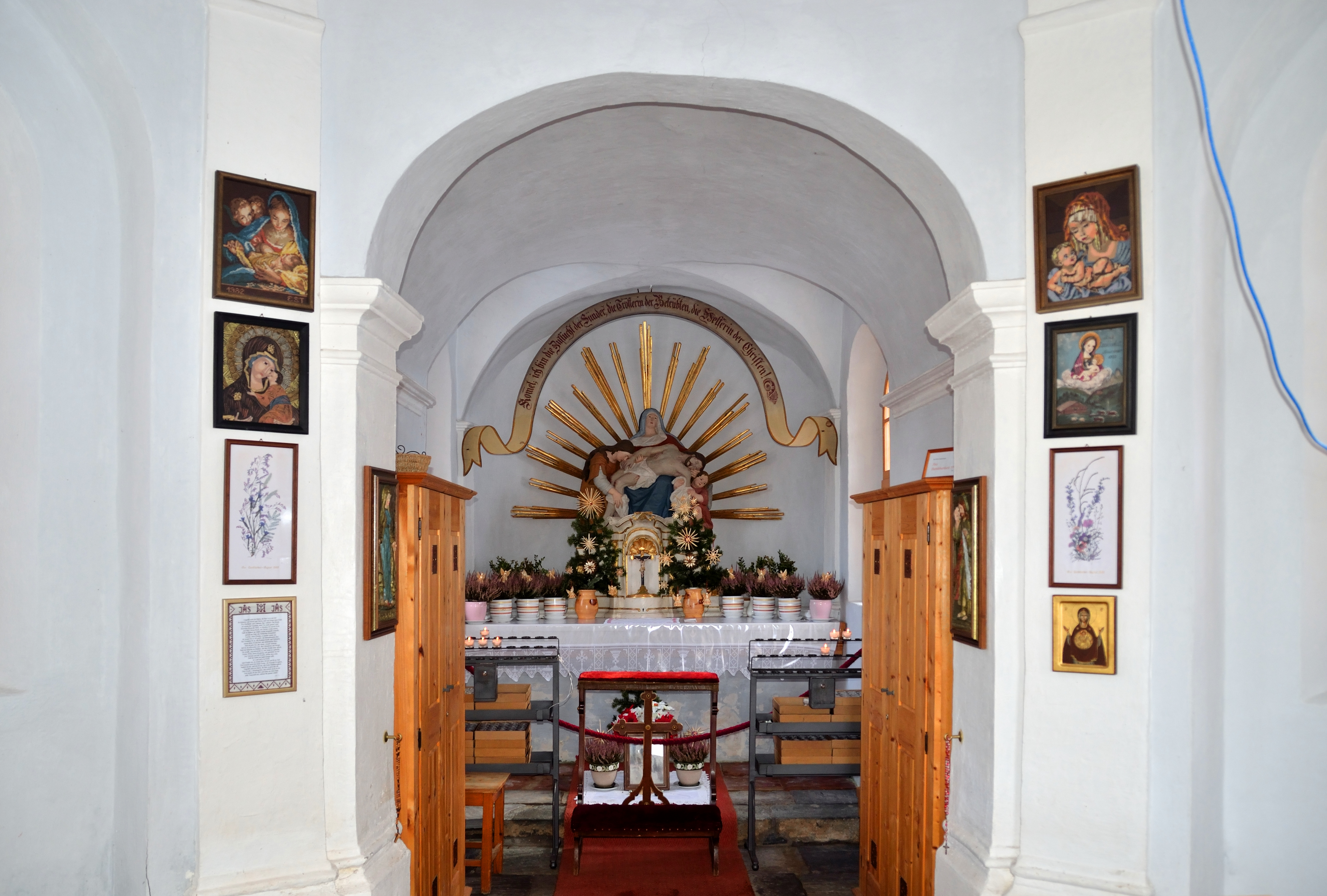
Gnadenbild in der Kapelle

### Gnadenbilder und Kultgegenstände
Primärer Kultgegenstand ist eine Kopie eines 1744 hergestellten Vesperbildes (Pietà): der Leichnam Christi liegt nach links zur Rechten eine kniende Frauengestalt die den linken Fuß Christi mit einem Tuch abwischt, auf der Linken ein Engelchen, das ebenfalls mit einem Tuch den linken Arm Christi abtrocknet.

### Wallfahrt
Wallfahrtsmotive waren und sind das Aufsuchen der Heilquelle, insbesondere wegen Augenleiden, Votive waren in Wachs nachgebildete Kröten, gebrauchte Krücken und Haaropfer; der erste Eintrag im erhalten Mirakelbuch stammt aus dem Jahre 1628. 1958 waren noch ca. 60 Votivbilder erhalten. Stärkerer Wallfahrtszuzug ist am 2. Juli und an den drei goldenen Samstagen nach Michaeli (29. September) zu beobachten, verlobte Bittgänge halten die Gemeinden Taxenbach, Eschenau, Lend und Rauris.

## Relikte der alten Kirche

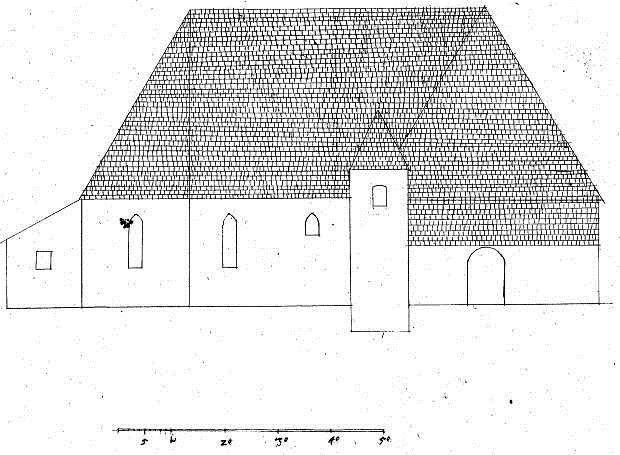
Seitenansicht der abgerissenen Kirche.
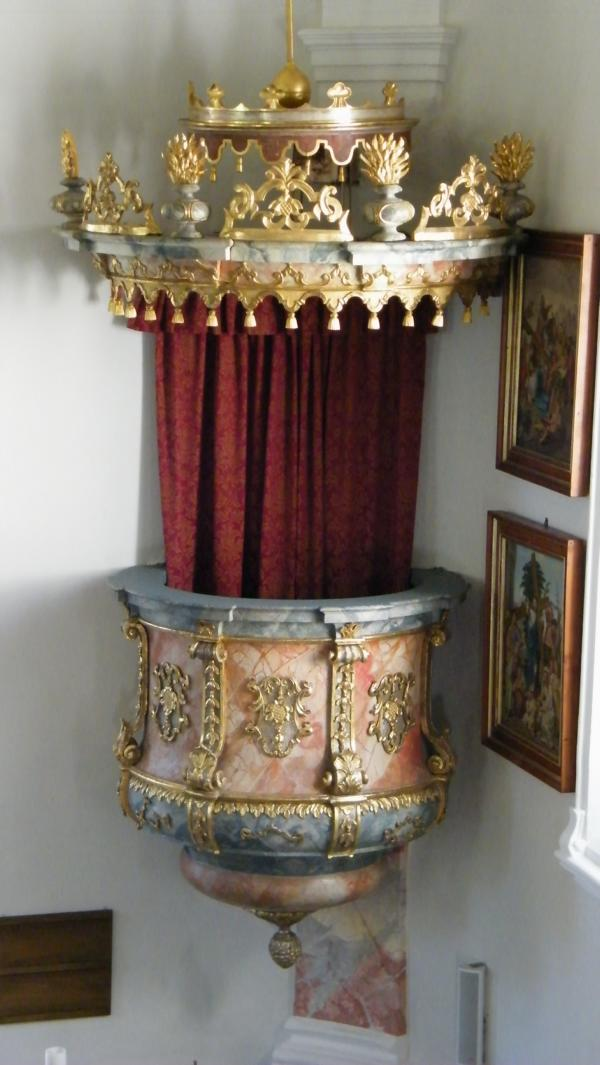
Diese Kanzel wurde 1784 nach Bucheben gebracht.
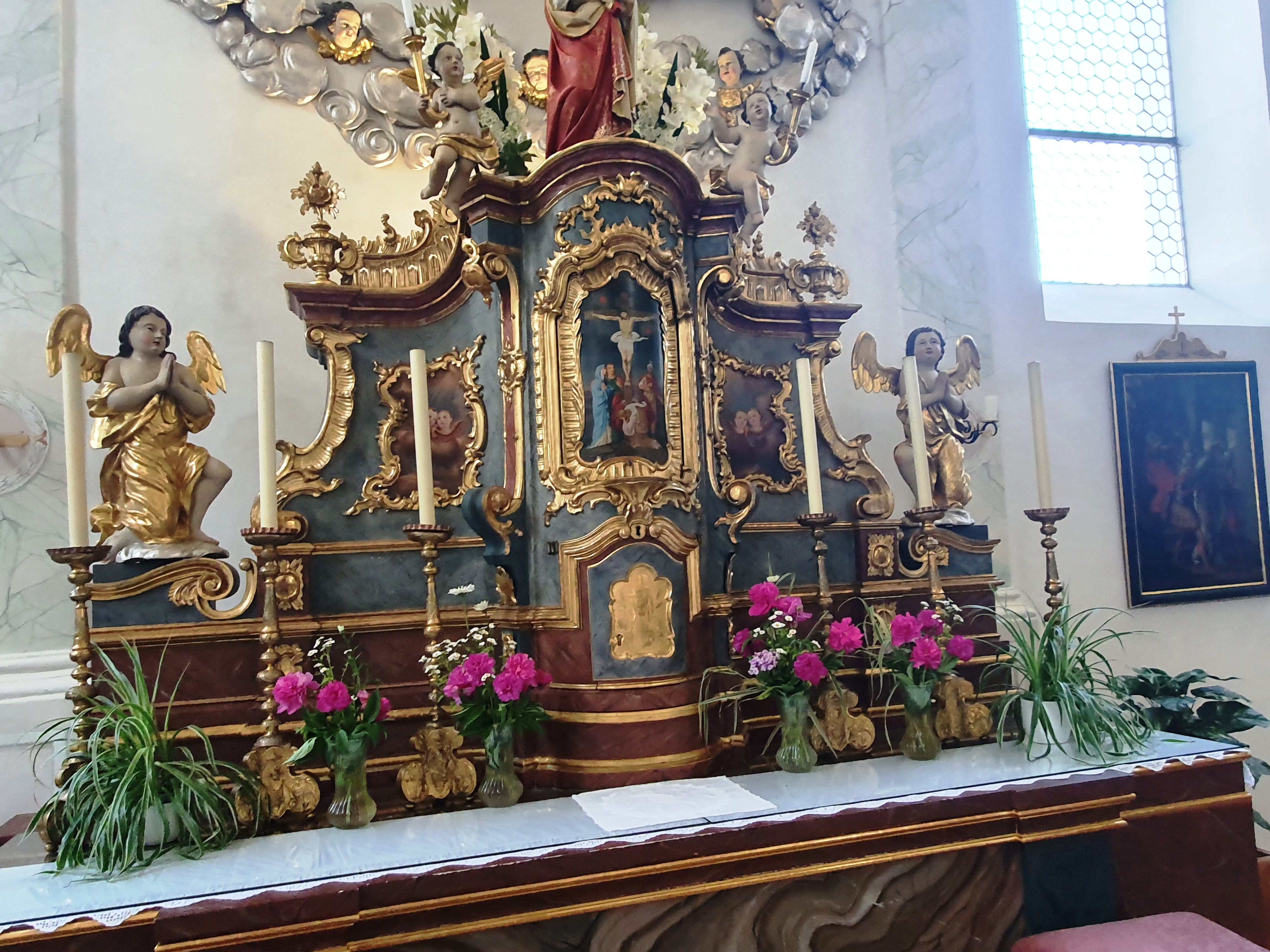
Das Tabernakel, 1760 von Leopold Hacksteiner geschaffen, wurde um 1784 nach Taxenbach gebracht.

## Tourismus
Etwas unterhalb von Wallfahrts- und Ursprungskapelle befindet sich am Fahrweg der frühere Gasthof „Maria Elend“, der noch bis Anfang der 1920er Jahre als Genesungsheim der Gesellschaft vom Weißen Kreuze genutzt wurde.